# Голосков (Летичевский район)
Голосков (укр. Голосків) — село в Летичевском районе Хмельницкой области Украины.
Население по переписи 2024 года составляло 1120 человек. Почтовый индекс — 31535. Телефонный код — 3857. Занимает площадь 4,4 км². Код КОАТУУ — 6823081201.

## Местный совет
31535, Хмельницкая обл., Летичевский р-н, с. Голосков, ул. Центральная, 58